# Райскумская волость
Ра́йскумская во́лость (латыш. Raiskuma pagasts) — административно-территориальная единица Цесисского края Латвии, прилегающая к городу Цесис с запада и севера. Граничит со Сталбской, Страупской, Приекульской, Лиепской и Драбешской волостями своего края, с Вайдавской волостью Валмиерского края, а также городом Цесис. Административным центром волости является село Райскумс.

## География
Территория волости занимает 17 432 га, располагаясь в Гауйской древней долине и Аугстрозском всхолмлении Идумейской возвышенности. Высшая точка — холм Лаубес (92,6 м).
Озёра: Ауциема, Дришкинс, Лиелайс-Баузис, Мазайс-Баузис, Райскума, Кудума, Дукас, Мелнэзерс, Унгурс и другие.

## История
В 1935 году площадь волости равнялась 52 км², а население составляло 751 человек (363 мужчины и 388 женщин). В то время она находилась в составе Цесисского (бывшего Венденского) уезда.
С 1949 по 2009 год Райскумская волость входила в состав Цесисского района, а в 2009—2021 годах — в состав Паргауйского края.